# 前333年
| 千纪： | 前1千纪 |
| 世纪： | 前5世纪 \| 前4世纪 \| 前3世纪 |
| 年代： | 前360年代 \| 前350年代 \| 前340年代 \| 前330年代 \| 前320年代 \| 前310年代 \| 前300年代                                                                                            |
| 年份： | 前338年 \| 前337年 \| 前336年 \| 前335年 \| 前334年 \| 前333年 \| 前332年 \| 前331年 \| 前330年 \| 前329年 \| 前328年                                                              |
| 纪年： | 周顯王三十六年 魯景公十一年 齊威王二十四年 趙肅侯十七年 魏惠王後二年 韓昭侯三十年 秦惠文君五年 楚威王七年 宋剔成君三十七年 衛嗣君二年 燕後文公二十九年 越王無彊十年 中山成公十七年 |

## 大事记
- 秦惠文王任命陰晉人犀首(即公孫衍)為大良造
- 楚威王伐齊，圍徐州。
- 韓昭侯薨，子韓宣惠王立。
- 齊威王知鄒忌賣田忌，乃召復之。
- 燕文公薨，子燕易王立。
- 衛成侯薨，子衛平侯立。
- 马其顿王国亚历山大三世的马其顿大军在伊苏斯战役中击败波斯大流士三世的军队.

## 逝世
- 韓釐侯
- 越王無彊